# Грузьке (Пологівський район)
Гру́зьке — село в Україні, у Кам'янській селищній громаді Пологівського району Запорізької області. Населення становить 69 осіб.

## Географія
Село Грузьке розташоване на лівому березі річки Грузька, вище за течією на відстані 2 км розташований смт Комиш-Зоря, нижче за течією на відстані 1 км розташоване село Благовіщенка, на протилежному березі — село Новокам'янка. Поруч проходить автомобільна дорога Т 0819 та залізниця, станція Комиш-Зоря (за 3 км).

## Історія
10 серпня 2018 року Більмацька селищна рада, якій підпорядковувалося село, об'єднана з Більмацькою селищною громадою.
12 червня 2020 року, відповідно до розпорядження Кабінету Міністрів України № 713-р «Про визначення адміністративних центрів та затвердження територій територіальних громад Запорізької області», увійшло до складу Більмацької селищної громади.
19 липня 2020 року, в результаті адміністративно-територіальної реформи та ліквідації  Більмацького району увійшло до складу Пологівського району.

## Населення

### Мова
Розподіл населення за рідною мовою за даними перепису 2001 року:
| Мова       | Кількість | Відсоток |
| ---------- | --------- | -------- |
| українська | 59        | 85.51%   |
| російська  | 10        | 14.49%   |
| Усього     | 69        | 100%     |